# Giovanni Motisi
Giovanni Motisi est un mafieux italien, membre de la Cosa Nostra, né le 1er janvier 1959 à Palerme.
Surnommé U Pacchiuni (« le gros »), il est le chef du clan Motisi et dirige le mandamento de Pagliarelli. 

## Biographie

### Jeunesse et ascension dans la mafia
Giovanni Motisi est issu d’une famille sicilienne à forte tradition mafieuse. Il succède à son oncle, Matteo Motisi, à la tête du clan Motisi et du mandamento de Pagliarelli.
Il devient rapidement l’un des hommes de confiance des parrains de la mafia sicilienne, tels que Totò Riina et Bernardo Provenzano. 
Motisi est impliqué dans plusieurs crimes violents, notamment l’assassinat du commissaire Giuseppe Montana en 1985 et l'organisation de celui du général Dalla Chiesa. Son rôle dans ces meurtres lui vaut une condamnation à la réclusion criminelle à perpétuité pour meurtre et association mafieuse.

### Cavale
En 1998, Giovanni Motisi disparaît et entre en cavale pour échapper aux autorités italiennes. Depuis, il figure sur la liste des criminels les plus recherchés d’Italie.
Après l’arrestation de Matteo Messina Denaro en 2023, Giovanni Motisi est considéré comme l’un des chefs potentiels de la Cosa Nostra.